# Полтавская трикотажная фабрика
Полтавская трикотажная фабрика (укр. Полтавська трикотажна фабрика) — промышленное предприятие в городе Полтава.

## История

### 1924 — 1942
В 1924 году в Полтаве была создана и начала работу небольшая чулочная фабрика "Текстильщик", специализацией которой являлось производство чулок.
12 ноября 1927 года в Полтаве началось строительство новой текстильной фабрики на 1000 рабочих мест, специализацией которой должно было стать производство чулок в объеме 4,9 млн. рублей в год, в 1928 году Полтавская трикотажная фабрика имени Кутузова была введена в эксплуатацию.
Основой рабочего коллектива трикотажной фабрики стали бывшие работницы чулочной фабрики "Текстильщик", в дальнейшем для подготовки работниц при трикотажной фабрике было создано фабрично-заводское училище.
27 февраля 1932 года работницы трикотажной фабрики имени Кутузова собрали и перечислили на строительство эскадрильи имени 8-го Марта 725 рублей 25 копеек. В 1935 году комсомольцы фабрики и железнодорожники стали первыми участниками стахановского движения в Полтаве.
После начала Великой Отечественной войны фабрику с работниками эвакуировали в город Чебоксары (Чувашская АССР), куда из Полтавы прибыло 300 человек профессиональных чулочниц и всё требуемое оборудование. Шестьдесят шесть специалистов, прибывших вместе с эвакуированным оборудованием, с помощью местного населения в сжатые сроки смонтировали оборудование, создали необходимую производственную базу, на основе которой приступила к работе Чебоксарская чулочная фабрика. 
В результате наступления немецких войск 18 сентября 1941 года Полтаву заняли части группы армий «Юг». В дальнейшем, в период с сентября 1941 года до сентября 1942 года в здании бывшей трикотажной фабрики была размещена Полтавская диверсионная школа абвера, находившаяся в подчинении "Абверкоманды-202" (позывной радиостанции — «Орион»), штаб которой располагался в конторе фабрики. Вербовка агентуры из числа жителей оккупированных территорий проходила на конспиративных квартирах абвера в Полтаве и Киеве, также кандидатов отбирали среди военнопленных и арестованных. Одновременно в школе обучалось до 60 человек, сроки подготовки агентов составляли от 1-2 до 4 месяцев. В середине октября 1942 года в связи расшифровкой деятельности школы была переведена в дачный посёлок Померки в окрестностях Харькова.
Во время оккупации Полтавы немецкими войсками здание фабрики было полностью уничтожено немцами.

### 1943 — 1991
Восстановление предприятия началось после освобождения города и продолжалось в период выполнения четвёртого пятилетнего плана восстановления и развития народного хозяйства СССР (1946 - 1950 гг.).
Для подготовки кадров при восстановленной фабрике вместо ФЗУ было создано профессионально-техническое училище.
4 апреля 1970 года за достижение высоких производственных показателей в ходе всесоюзного социалистического соревнования Полтавская трикотажная фабрика была награждена Почётной грамотой ЦК КПСС, Президиума Верховного Совета СССР, Совета Министров СССР и ВЦСПС и внесена в Ленинскую юбилейную книгу трудовой славы.
В 1979 году фабрика была переведена в новое здание в Октябрьском районе города (по адресу улица Автобазовская, 7). В результате, фабрика была расширена и полностью реконструирована, в производственных корпусах были установлены системы микроклимата, а транспортировка сырья, полуфабрикатов и готовой продукции была механизирована.
26 мая 1988 года был принят закон № 8998-XI «О кооперации в СССР», после чего при фабрике был создан кооператив "Фиалка" по переработке отходов производства и выпуску изделий для детей.
По состоянию на начало 1989 года, фабрика выпускала верхний трикотаж, а также мужские, женские и детские варежки и перчатки. Треть выпускаемой продукции составляла продукция улучшенного качества, объёмы производства составляли почти 30 млн. рублей в год. Большая часть технологического оборудования была заменена автоматами и полуавтоматами, в цехах были установлены новые вязальные машины типа "Универсал" и "Диамант", при этом модернизация завершена не была (планы XII и XIII пятилетки предусматривали продолжение работ по модернизации фабрики и строительство общежития на 240 мест).
В это время на балансе предприятия находились объекты социальной инфраструктуры: пионерский лагерь, база отдыха, медицинский комплекс, продовольственный магазин на заводской территории и профсоюзная библиотека (признанная одной из лучших в отрасли).

### С 1991
После провозглашения независимости Украины государственное предприятие "Полтавская трикотажная фабрика" было преобразовано в производственно-торговое объединение.
В условиях экономического кризиса и распада хозяйственных связей 1990-х годов кооперация фабрики с находящимся в Полтаве заводом «Легмаш» позволила обеспечить техническое обслуживание и ремонт производственного оборудования.